# Bahnhof Bilbao-Abando

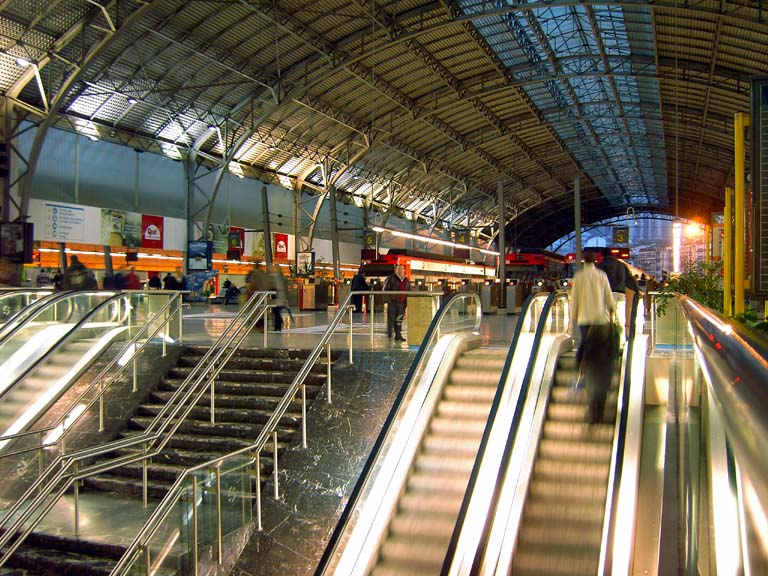
Innenansicht

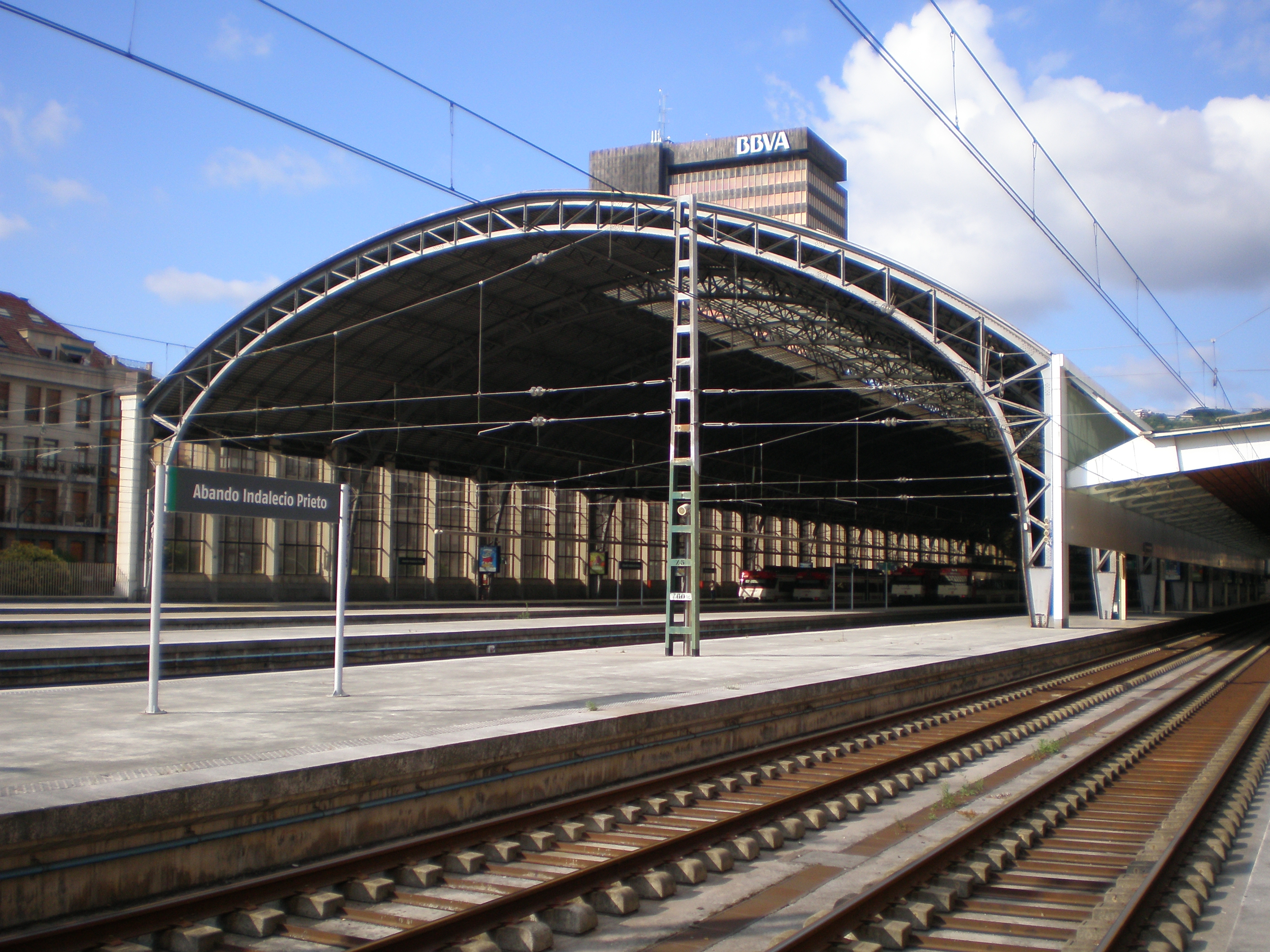
Bahnhofshalle von außen

Der Mehrzweckbahnhof Abando Indalecio Prieto ist der Hauptbahnhof der baskischen Stadt Bilbao. Dieser ist im Stadtteil Abando am Plaza Circular gelegen. Es handelt sich dabei um einen Kopfbahnhof mit integriertem Einkaufszentrum und einem Parkhaus, dessen Bahnsteige sich im Obergeschoss des Gebäudes befinden. Der Bahnhof ist an mehrere Stadtbus-Linien, an die Straßenbahn Bilbao sowie an die Linien 1 und 2 der Metro Bilbao angebunden. Der Bahnhof dient als Endstation für sämtliche von der Staatsbahn Renfe betriebenen Nah- und Fernverkehrslinien mit dem Ziel Bilbao, da die Stadt ausschließlich über eine Stichstrecke an das übrige Breitspur-Eisenbahn-Netz angebunden ist, die erst im 80 km entfernten Miranda de Ebro mit dem übrigen Eisenbahn-Netz verknüpft ist. Sämtliche Vorortstrecken enden im Umland. Sobald das baskische Hochgeschwindigkeits-Dreieck fertiggestellt ist, werden jedoch auch Züge in Bilbao halten, die von anderen spanischen Städten nach San Sebastián oder nach Frankreich unterwegs sind.
Unmittelbar neben dem Bahnhofsgebäude befindet sich der Bahnhof Bilbao-Concordia, an dem Linien der Schmalspur-Eisenbahngesellschaft Renfe Feve enden, die von Bilbao nach Santander und León führen oder Teilabschnitte dieser Strecken bedienen.
Im Zuge des Anschlusses an das Netz der AVE-Züge soll der Bahnhof unterirdisch verlegt werden. Die Bahnhofshalle soll dabei zwar erhalten bleiben, jedoch sollen Gleise und Oberleitungen abgebaut und der Bahnhof anderweitig benutzt werden. 

## Eisenbahnlinien
S-Bahn (Cercanías)
- C-1: Bilbao–Santurtzi
- C-2: Bilbao–Muskiz
- C-3: Bilbao–Orduña

Fernverkehr
- Alvia: Bilbao – Madrid-Chamartín
- Alvia: Bilbao – Barcelona-Sants

Bis März 2020 verkehrte ein Kurswagen der Verbindung Vigo/A Coruña-Hendaye nach Bilbao.